# Всемирный конгресс друзей СССР
Всемирный конгресс друзей СССР проходил 10—12 ноября 1927 года в Москве. Конгресс созвали, чтобы сорвать планы на организацию новой антисоветской интервенции. На нём было принято «Воззвание конгресса друзей СССР» в котором посланцы 43 стран заявили, что война против СССР будет рассматриваться как величайшее преступление против человечества.

## История
В июне 1927 года центральный комитет коммунистической партии СССР, связи с обострением международной обстановки из-за разрыва Великобританией дипломатических отношений с СССР, обратился ко всем партийным организациям, а также к рабочим и крестьянам с письмом, призвав всех к бдительности.
Результатом письма стало проведение Всемирного конгресса друзей СССР, в Москве, в Колонном зале в котором приняли участие представители 43 стран, среди которых была немецкая коммунистка Клара Цеткин, французский писатель Анри Барбюс и ветеран Парижской коммуны Гюстав Инар, также на встрече присутствовала Надежда Крупская. На конгрессе было принято «Воззвание конгресса друзей СССР». В нем посланцы 43 стран заявили, что война против СССР будет рассматриваться как величайшее преступление против человечества.
На съезде также Клара Цеткин, Климом Ворошиловым, была награждена Орденом Красного Знамени.
Зарубежные представители признали огромные политические и хозяйственные победы рабочего класса СССР и призвали всех прогрессивных людей Земли всеми средствами и всеми способами защищать и охранять СССР, чтобы сорвать возможные планы сил, стремившихся организовать новую антисоветскую интервенцию.
В антивоенной кампании 1927 года свою роль сыграли Межрабпом, а также Лига борьбы против колониального угнетения (Антиимпериалистическая лига). С их помощью в борьбу против империалистической войны вовлекались лучшие представители интеллигенции, многие деятели национально-освободительного движения.
Известные писатели: Ромен Роллан, Бернард Шоу, Теодор Драйзер, Рабиндранат Тагор, Жан-Ришар Блок, Мартин Андерсен-Нексе и многие другие - кто присутствовав на съезде, кто находясь у себя в стране выступили в защиту Советского Союза.